# Automobiles Éclair
Die SA des Constructions d’Automobiles l’Éclair war ein französischer Hersteller von Automobilen.

## Unternehmensgeschichte
Das Unternehmen aus Paris begann 1907 mit der Produktion von Automobilen. Der Markenname lautete Éclair. 1908 endete die Produktion. Es bestand keine Verbindung zu Lebeau-Cordier aus Courbevoie, die ab 1920 unter dem gleichen Markennamen ebenfalls Automobile anboten.

## Fahrzeuge
Im Angebot stand das Modell 20 CV, vorgestellt 1907 auf dem Pariser Automobilsalon. Für den Antrieb sorgte ein Vierzylindermotor. Der Motor war vorne im Fahrzeug montiert und trieb über eine Kardanwelle die Hinterachse an. Zur Wahl standen offene und geschlossene Karosserien. Außerdem entstand ein Elektroauto.